# Värnamo
Värnamo ( PRONÚNCIA) é uma cidade sueca, da província histórica da Småland, no Sul da Suécia.
É conhecida pelas suas inúmeras pequenas empresas industriais. 

Tem 19 669 (2018) habitantes, e é sede do município de Värnamo.

Está localizada a 85 km a sul da cidade de Jönköping, e situada à beira do rio Lagan – o maior rio do sul da Suécia.

É um nó ferroviário, onde se cruzam a Linha de Costa a Costa e a Linha de Halmstad-Nässjö.

## Património
- Parque natural de Apladalen; [2]
- Vandalorum (museu);
- Gummifabriken;
- Bruno Mathsson Center (museu);
- Abroparken (parque);
- Historiska Sallskapet Gamla (museu).

## Economia
A comuna de Värnamo tem numerosas pequenas empresas, muitas das quais ligadas ao fabrico de móveis.

## Personalidades ligadas a Värnamo
- Annie Lööf - líder do Partido do Centro; ministra da economia.
- Elize Ryd - vocalista da banda sueca/dinamarquesa de power metal/death metal melódico/metalcore Amaranthe e backing vocal da banda americana de power metal Kamelot.